# 伊魯亞縣

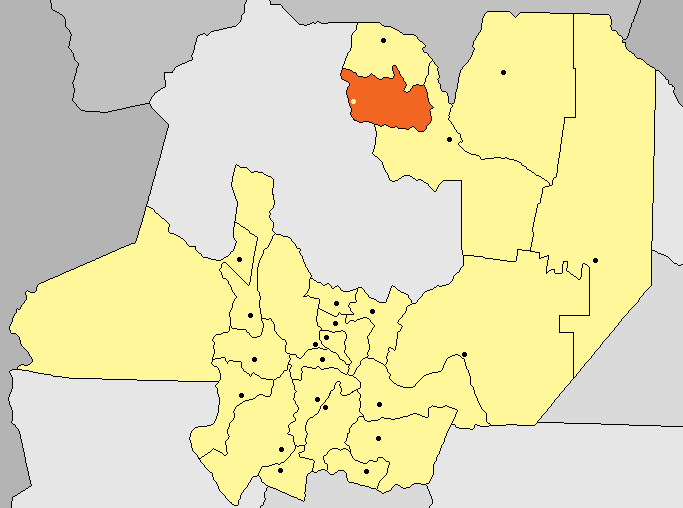

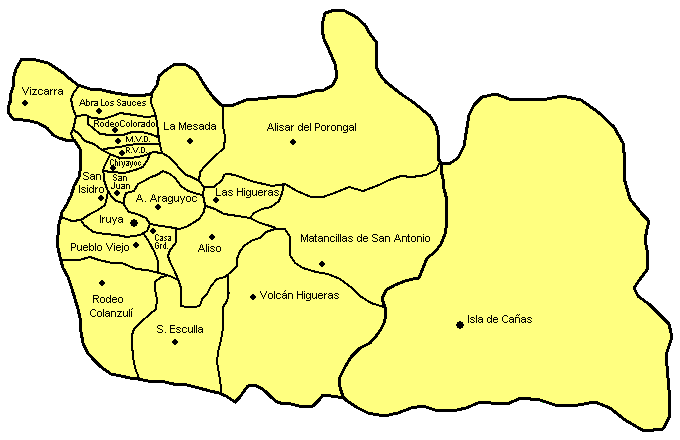

伊魯亞縣（西班牙語：Departamento de Iruya），是阿根廷的縣份，位於該國西北部薩爾塔省，首府設於伊魯亞，面積3,505平方公里，該地區的地震活動頻繁和低強度，2010年人口5,987，人口密度每平方公里1.71人。